# Olulis lignigeralis
Olulis lignigeralis là một loài bướm đêm trong họ Noctuidae.